# Waltenschwil
Waltenschwil (gsw. Waltischwyl) – gmina (niem. Einwohnergemeinde) w Szwajcarii, w kantonie Argowia, w okręgu Muri. Liczy 3 053 mieszkańców (31 grudnia 2020).